# جورج ديفيز (لاعب كريكت)
جورج ديفيز (بالإنجليزية: George Davies)‏ (19 مارس 1892 في أستراليا - 27 نوفمبر 1957 في أستراليا) هو لاعب كريكت أسترالي. لعب مع فريق فكتوريا للكريكت.

## وصلات خارجية
- جورج ديفيز (لاعب كريكت) على موقع إي آس بي آن كريك إنفو (الإنجليزية)